# Farcimen
Farcimen (lateinisch farcimen, -inis, n.; Plural farcimina, von farcire „stopfen“: farcire intestinum „Eingeweide stopfen“, also „wursten“) ist in der römischen Antike der Oberbegriff für Würste.
Es gab sicherlich zahlreiche Sorten, von denen aufgrund der Überlieferungslage nur noch einige bekannt sind, dazu gehören:
- Apexabo (oder auch Apexao[2])
- Botulus (Blutwurst[3])
- Fundolum (Blinddarmwurst[4])
- Lucanicae (Schweinswurst[5][2])
- Longanon (eigentlich der Mastdarm, hier eine besonders lange Wurst[2])
- Tomaculum (Bratwurst aus Schweinefleisch[6])